# Ginástica de trampolim nos Jogos Olímpicos de Verão de 2016 - Feminino
A prova feminina da ginástica de trampolim nos Jogos Olímpicos de Verão de 2016 foi realizada em 12 de agosto na Arena Olímpica do Rio.

## Calendário
Horário local (UTC+1)
| Dia          | Horário | Fase                 |
| ------------ | ------- | -------------------- |
| 12 de agosto | 14:00   | Qualificatória Final |

## Medalhistas
| Ouro   | CAN Rosannagh MacLennan |
| Prata  | GBR Bryony Page         |
| Bronze | CHN Li Dan              |

## Resultados

### Qualificação
As oito melhores ginastas classificaram-se para a final.
| Pos. | Ginasta                 | Rotina 1 | Rotina 2 | Pen. | Total   | Notas |
| ---- | ----------------------- | -------- | -------- | ---- | ------- | ----- |
| 1    | BLR Tatsiana Piatrenia  | 47.850   | 56.665   |      | 104.515 | Q     |
| 2    | CHN Li Dan              | 48.075   | 56.000   |      | 104.075 | Q     |
| 3    | CAN Rosannagh MacLennan | 47.490   | 55.640   |      | 103.130 | Q     |
| 4    | CHN He Wenna            | 48.000   | 55.095   |      | 103.095 | Q     |
| 5    | GBR Kat Driscoll        | 46.950   | 53.345   |      | 100.295 | Q     |
| 6    | BLR Hanna Harchonak     | 47.540   | 52.735   |      | 100.275 | Q     |
| 7    | GBR Bryony Page         | 47.550   | 52.525   |      | 100.075 | Q     |
| 8    | GEO Luba Golovina       | 47.080   | 51.205   |      | 98.285  | Q     |
| 9    | RUS Yana Pavlova        | 46.940   | 51.120   |      | 98.060  |       |
| 10   | GER Leonie Adam         | 45.355   | 52.530   |      | 97.885  |       |
| 11   | POR Ana Rente           | 45.220   | 52.665   |      | 97.885  |       |
| 12   | UKR Ekaterina Khilko    | 46.570   | 50.955   |      | 97.525  |       |
| 13   | JPN Rana Nakano         | 44.580   | 52.195   |      | 96.775  |       |
| 14   | FRA Marine Jurbert      | 46.445   | 50.315   |      | 96.760  |       |
| 15   | USA Nicole Ahsinger     | 45.250   | 50.205   |      | 95.455  |       |
| 16   | UKR Nataliia Moskvina   | 46.030   | 17.300   |      | 63.330  |       |

### Final
Na final as ginastas classificadas realizaram uma única rotina onde a melhor nota obteve a medalha de ouro.
| Pos.              | Ginasta                 | Nota D | Nota E | Voo    | Pen. | Total  |
| ----------------- | ----------------------- | ------ | ------ | ------ | ---- | ------ |
| Medalha de ouro   | CAN Rosannagh MacLennan | 15.000 | 25.200 | 16.265 |      | 56.465 |
| Medalha de prata  | GBR Bryony Page         | 14.400 | 25.500 | 16.140 |      | 56.040 |
| Medalha de bronze | CHN Li Dan              | 15.000 | 24.900 | 15.985 |      | 55.885 |
| 4                 | CHN He Wenna            | 15.200 | 24.000 | 16.370 |      | 55.570 |
| 5                 | BLR Tatsiana Piatrenia  | 14.600 | 24.300 | 15.750 |      | 54.650 |
| 6                 | GBR Kat Driscoll        | 14.400 | 23.400 | 15.845 |      | 53.645 |
| 7                 | GEO Luba Golovina       | 14.400 | 21.300 | 15.310 |      | 51.010 |
| 8                 | BLR Hanna Harchonak     | 1.500  | 2.400  | 1.800  |      | 5.700  |